# 刺毛景天
刺毛景天（学名：Sedum stimulosum）是景天科景天属的植物，是中国的特有植物。分布于中国大陆的四川等地，生长于海拔1,500米至2,600米的地区，多生于山谷石上，目前尚未由人工引种栽培。